# Kammer für Arbeiter und Angestellte für Tirol

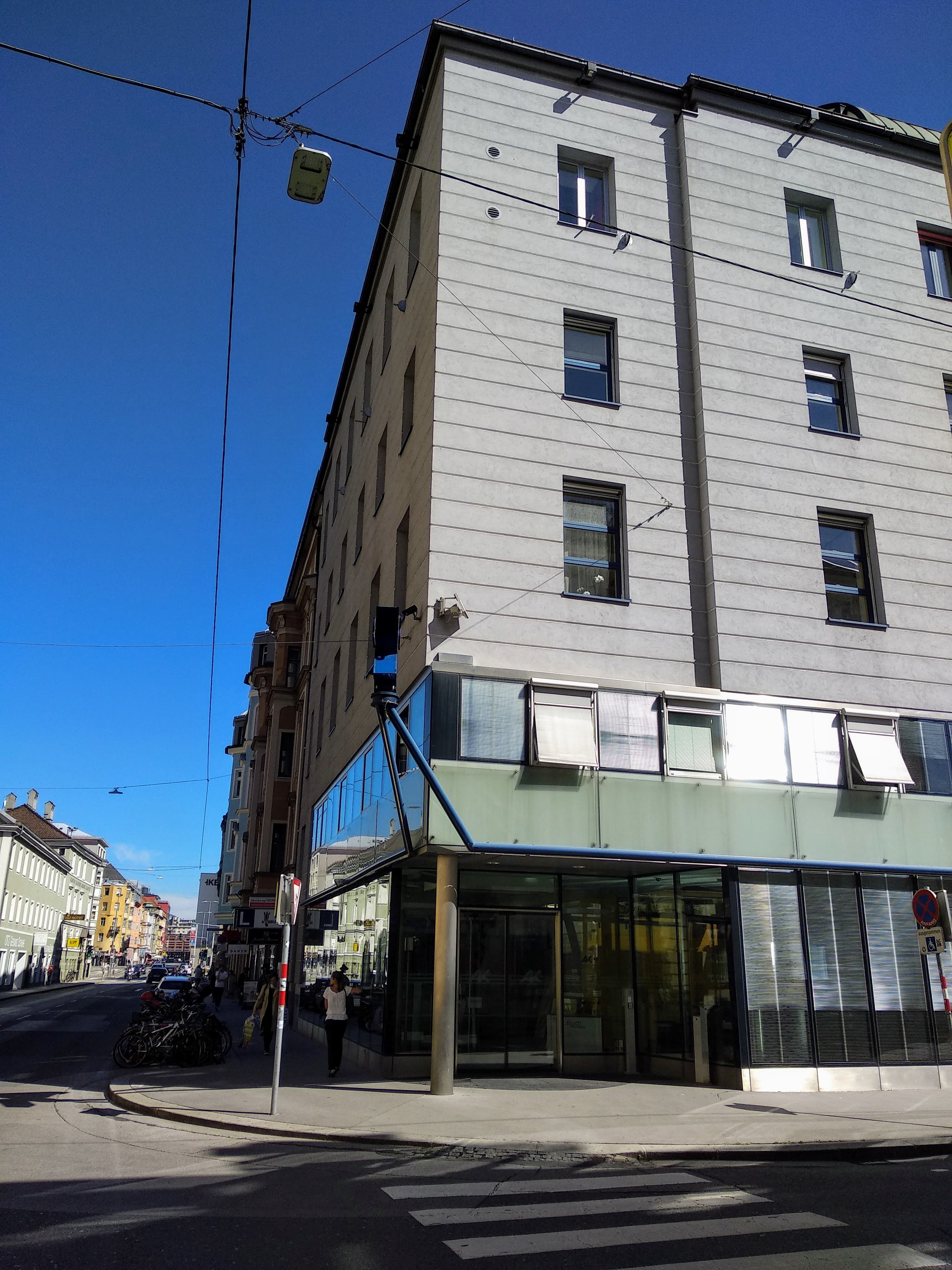
Gebäude der AK Tirol in der Innsbrucker Maximilianstraße

Die Kammer für Arbeiter und Angestellte für Tirol (AK Tirol, Arbeiterkammer Tirol) ist die öffentlich-rechtliche Interessenvertretung von mehr als 345.000 Arbeitnehmern.

## Geschichte

### Gründung bis 1934
Nachdem am 26. Februar 1920 das "Gesetz über die Errichtung von Kammern für Arbeiter und Angestellte (Arbeiterkammern)" von der konstitutionierenden Nationalversammlung beschlossen worden war (StGBl 100/1921), nahm am 1. Mai 1921 auch in Tirol die Arbeiterkammer ihre Tätigkeit auf. Zu diesem Zwecke wurden Räumlichkeiten in der Hofburg in Innsbruck angemietet.
Am 16. und 17. April 1921 wurde die erste Wahl für die Kammer für Arbeiter und Angestellte für Tirol durchgeführt. Am 1. Mai 1921 nahm die AK Tirol ihre Tätigkeit in Innsbruck auf. Die erste konstituierende Vollversammlung fand am 16. Juni 1921 statt. AK-Präsident Wilhelm Scheibein brachte bei diesem Anlass die Hoffnung zum Ausdruck, „dass durch die Errichtung der Arbeiterkammer eine neue Zeit sowohl für die Arbeiter als auch für die Angestellten herantritt!“ Schon bald wurden Amtsstellen in den Bezirken Kitzbühel, Kufstein, Landeck und Lienz eingerichtet.
Im Jahr 1930 wurde das ehemalige Nationalbankgebäude in der Maximilianstraße 7 in Innsbruck angekauft. Seit 1932 ist dieses Gebäude die Zentrale der AK Tirol.

### Auflösung der AK Tirol
Das Jahr 1933 brachte das Ende für die von den Arbeitnehmern frei gewählten Organe der Kammer. An ihre Stelle traten durch Verordnung der Bundesregierung Verwaltungskommissionen. Präsident Wilhelm Scheibein wurde seines Amtes enthoben.
Nach der Besetzung Österreichs im Jahre 1938 wurden die Arbeiterkammern und der Gewerkschaftsbund auf Anordnung des „Stillhaltekommissars für Vereine, Organisationen und Verbände“ am 10. Juni 1938 vollständig auf- gelöst, die Vermögen wurden eingezogen und der „Deutschen Arbeitsfront“ übertragen. Die Beamtenschaft wurde ohne Anspruch auf Pension entlassen. Im Kammergebäude ließ sich die Kreisleitung der NSDAP nieder, welche bei ihrer Flucht im April 1945 einen Großteil der Einrichtungen verwüstete oder verschleppte.

### Wiedererrichtung der Kammer
Mit Beschluss der Landesregierung wurde die Wiedererrichtung der Kammer am 16. Juli 1945 ermöglicht.

## Aufgaben
Die gesetzliche Grundlage bildet das „Bundesgesetz über die Kammern für Arbeiter und Angestellte und die Bundeskammer für Arbeiter und Angestellte (Arbeiterkammergesetz 1992, AKG)“. Die Mitarbeiter der AK Tirol kümmern sich um die laufende Betreuung, Beratung und den Rechtsschutz der AK-Mitglieder. Für die politische und inhaltliche Ausrichtung der AK sorgt die Selbstverwaltung. Diese besteht aus 70 Kammerräten verschiedener Fraktionen, die aus den unterschiedlichsten Berufen und Regionen kommen und zweimal jährlich in der Vollversammlung tagen.
Die Kammern sind berufen, die sozialen, wirtschaftlichen, beruflichen und kulturellen Interessen der Arbeitnehmer und Arbeitnehmerinnen zu vertreten und zu fördern. Sie stehen den Mitgliedern der AK Tirol in Fragen des Arbeits-, Sozial-, Konsumenten-, Wohnungs- und Steuerrecht, in Wirtschafts-, Jugend- und Bildungsfragen, zur Seite. In Summe werden rund 320.000 Anfragen pro Jahr gestellt.

## Präsidenten der AK Tirol
- Wilhelm Scheibein (1921–1934)
- Josef Wilberger (1946–1949)
- Josef Gänsinger (1949–1964)
- Hermann Schmidberger (1964–1974)
- Karl Gruber (1974–1984)
- Ekkehart Abenstein (1984/85)
- Josef Kern (1985–1991)
- Friedrich Dinkhauser (1991–2008)
- Erwin Zangerl (ab 2008)